# حسانات، قنا
حسانات (به عربی: الحسانات)، روستایی از توابع شهرستان ابو تشت در استان قنا و کشور مصر است.

## جمعیت
براساس سرشماری سال ۲۰۰۶ مصر، جمعیت آن ۱۱۱۳۱ نفر(۵۴۳۷ مرد و ۵۶۹۴ زن) بوده‌است.